# Processo all'incredibile Hulk
Processo all'incredibile Hulk (The Trial of the Incredible Hulk) è un film per la televisione americano del 1989, diretto e interpretato da Bill Bixby. È il secondo film di una trilogia per la TV che conclude le vicende della serie TV L'incredibile Hulk, dedicata all'omonimo personaggio della Marvel Comics.
Oltre a Bixby (come David Banner), ritorna Lou Ferrigno (ancora nella parte di Hulk). Tra gli attori sono inclusi John Rhys-Davies (l'antagonista Wilson Fisk) e Marie Dubois (Ellie Mendez). Come è successo con Thor nel primo film della trilogia, anche qui compare un altro famoso supereroe della Marvel, Daredevil, interpretato da Rex Smith.

## Trama
David Banner lavora come scavatore in una zona di campagna, dove però viene maltrattato da un compagno prepotente, che lo crede un rimbambito con cui si può fare il bello e il cattivo tempo. Non volendo correre il rischio di trasformarsi di nuovo in Hulk, facendo del male agli altri, lo scienziato lascia la zona, e raggiunge una grande metropoli, con l'intento di trovare un lavoro finché non avrà scoperto nuove possibilità di curarsi dalla propria condizione.
Per non farsi riconoscere da nessuno, poiché è creduto morto, assume il nome di David Balson, prende in affitto una stanza per una settimana a Hell's Kitchen e gira per la città consultando giornali sulle offerte di lavoro. Dopo essere passato davanti ad una gioielleria, due criminali al servizio di Wilson Fisk, il potente signore del crimine della città che si nasconde dietro la facciata di grande magnate dell'industria, compiono una rapina in una grande banca, sottraendo una grande quantità di diamanti.
Riescono a fuggire in metropolitana su un treno dove si trova anche David. Appena saliti uno dei due inizia ad infastidire una giovane donna, l'insegnante Ellie Mendez. Nel tentativo di salvarla dai due, David viene aggredito e si trasforma in Hulk, seminando il panico nella metropolitana. I due rapinatori riescono a scappare tra la folla. Hulk, inseguito dalla polizia, si nasconde in un cunicolo, dove la trasformazione si inverte. Ma gli agenti lo scoprono, ormai tornato nel semplice Banner, e lo arrestano.
Portato in carcere, riceve la visita dell'avvocato non vedente Matt Murdock, assegnatogli come difesa. Il legale lo informa di un sospetto intorno alla figura misteriosa di Fisk, che cerca da lungo tempo di incastrare per la sua presunta attività criminale. David prova a spiegare cosa è successo, ma è accusato dell'omicidio di un uomo (coinvolto nella rissa con gli uomini di Fisk) e dell'aggressione subita da Ellie, che afferma sia stato lui; Murdock, in qualche maniera, crede nell'innocenza dell'uomo e comincia a indagare interrogando la Mendez. La donna è in realtà stata minacciata di morte, insieme ai suoi genitori.
Un'infermiera corrotta chiama l'ufficio di Wilson Fisk, che informa della visita del legale investigatore. Il magnate del crimine impartisce a Edgar, il suo braccio destro, l'ordine di uccidere la Mendez, in quanto teme la possibilità che racconti la verità sui suoi due agenti. In ospedale, Ellie Mendez rischia di venire uccisa dall'infermiera corrotta, ma viene salvata da Daredevil, il misterioso vigilante che lavora nottetempo in città. Poche ore dopo, Albert G. Tendelli, un agente di polizia e amico del vigilante in costume, visita Banner in prigione, dicendogli che molto probabilmente è in pericolo anche lui per ordine del criminale, e cerca di convincerlo a rivelare ciò che sa, ma senza successo.
A seguito di un incubo, Banner si tramuta nel Golia verde, e scappa di prigione dopo aver demolito completamente la struttura. Ma, a metamorfosi invertita, viene raggiunto dall'agile Daredevil, che rivela di essere in realtà il giovane Murdok, e lo implora di aiutarlo a salvare la Mendez, che nel frattempo si è decisa a parlare, ma è stata presa preventivamente in ostaggio dagli agenti di Fisk per essere uccisa in un secondo tempo. David scopre che Matt, da ragazzo, è stato accecato mentre salvava un anziano che stava per essere investito da un camion; a privare Matt della vista è stato un liquido radioattivo di colore verde, che però ha potenziato gli altri suoi sensi in modo incredibile.
Da allora "percepisce" tramite impulsi radar. A seguito di una soffiata fatta al poliziotto Tendelli, i due si intrufolano in un vecchio studio cinematografico ormai abbandonato, dove pare sia rinchiuso l'ostaggio, ma Devil subisce un attacco pesante a causa degli ultrasuoni usati dagli uomini di Fisk. Solo Hulk, intervenendo in tempo, lo salva da morte certa. Per alcuni giorni, Matt si rifiuta di uscire di casa: la sconfitta del momento lo ha profondamente turbato, e Banner fa del suo meglio per farlo rinsavire. La sua assenza favorisce in città il sospetto che Daredevil sia morto.
Superato l'abbattimento morale iniziale, Murdock e Banner si rimettono al lavoro per salvare la Mendez. Penetrano nel palazzo di Fisk, proprio quando tiene una riunione con i principali esponenti della Mafia degli Stati Uniti, e liberano la donna dopo un grande combattimento contro gli agenti del magnate del crimine, che però riesce a mettersi in fuga insieme ad Edgar. Con la situazione momentaneamente sicura per la città, e la Mendez che, una volta in salvo, ha scagionato Banner ammettendo pubblicamente di essere stata costretta a dire ciò che volevano gli uomini di Fisk, il tormentato scienziato si accomiata dal suo amico in costume, e si reca a Portland, dove stanno per costruire un grosso centro medico dove lui intende operare.

## Altre informazioni
Seguito del film TV La rivincita dell'incredibile Hulk, prosecuzione della serie televisiva L'incredibile Hulk, il film vede come spalla di Hulk un altro noto supereroe dei fumetti della Marvel Comics, Daredevil. Analogamente all'introduzione di Thor nel precedente La rivincita dell'incredibile Hulk, questo episodio avrebbe dovuto introdurre il personaggio di Daredevil sul piccolo schermo in previsione di una relativa serie, che invece non fu mai realizzata.

## Differenze dal fumetto
Per questo film TV, Daredevil appare come un ninja vestito di nero che, nel pieno della battaglia finale, dichiara apertamente la propria cecità. Questi due elementi della storia hanno suscitato lo sdegno di Stan Lee, autore di Hulk e Devil che, comunque, partecipa al film come membro della giuria, dando luogo al suo primo cameo in un film sui supereroi.
Wilson Fisk, meglio noto come "Kingpin", è nato come nemico dell'Uomo Ragno (la sua prima apparizione fu nel numero 50 della serie Amazing Spider-Man) per poi divenire la nemesi di Devil. Nelle storie cartacee Fisk è pelato, si finge un generoso uomo d'affari e nessuno (eccetto i suoi collaboratori) sa che egli è il famigerato Kingpin. Oltre ad essere un boss malavitoso dalla mente brillante, è un esperto di arti marziali e possiede un'enorme forza fisica (ottenuta con rigidi allenamenti fisici). Nel film, invece, ha barba e capelli e si sospetta già che Wilson Fisk è invischiato nei suoi crimini e non si ha modo di sapere se è davvero molto forte o portato nella lotta corpo a corpo: infatti, in questa versione, non uccide mai personalmente e non combatte in nessuna scena, preferendo usare telecamere per supervisionare le mosse dei suoi seguaci, sorvegliare il suo edificio e osservare Ellie Mendez, tenuta in ostaggio in una stanza presente nel suo stabile.